# 閻錫山內閣
閻錫山內閣成立於1949年6月6日。時任中華民國行政院院長阎锡山在時任總統暨中國國民黨總裁蔣中正下野、時任代理總統李宗仁遠走美國前後負責組閣，該內閣為中華民國政府於全中国大陆的第十三任內閣，其於12月間，中華民國政府遷臺，因此閻錫山內閣也是中華民國政府於中國大陸的最後一任內閣。1950年3月1日，蔣中正宣布「復行視事」重新行使總統職務，閻錫山與其內閣宣佈總辭。

## 內閣閣員
- 行政院院長：閻錫山（ 中國國民黨，1949年6月13日－1950年3月10日）
- 行政院副院長：朱家驊（ 中國國民黨，1949年6月12日－1950年3月12日）
- 行政院秘書長：賈景德（ 中國國民黨，1949年6月12日－1950年）
- 內政部部長：李漢魂（ 中國國民黨，1949年4月1日－1950年2月6日）
- 外交部部長：胡適（未就任）（ 中國國民黨，1949年6月12日－1949年10月1日）→ 葉公超（ 中國國民黨，1949年10月1日－1958年7月13日）
- 國防部部長：閻錫山（ 中國國民黨，1949年6月12日－1950年1月31日）
- 財政部部長：徐堪（ 中國國民黨，1949年6月12日－1949年10月3日）→ 關吉玉（1949年4月7日－1950年3月16日）
- 教育部部長：杭立武（ 中國國民黨，1949年4月7日－1950年3月16日）
- 司法行政部部長：張知本（1949年4月7日－1950年3月16日）
- 經濟部部長：劉航琛
- 交通部部長：端木傑（ 中國國民黨）
- 蒙藏委員會委員長：關吉玉
- 僑務委員會委員長：戴愧生
- 美援運用委員會主任委員：閻錫山（ 中國國民黨，1949年6月12日－1950年3月15日）
- 不管部會政務委員：張群（ 中國國民黨）、吳鐵城（ 中國國民黨）、陳立夫（ 中國國民黨）、徐永昌（ 中國國民黨）、黃少谷（ 中國國民黨）、萬鴻圖、王師曾（ 中國青年黨）

- 主計處主計長：王燿（1949年12月－1950年3月）

## 相關部會
- 行政院美援運用委員會：阎锡山（行政院院長兼任）（1948年11月26日-1949年3月12日）

## 任內大事記
- 1949年11月，兩航事件。中國航空公司、中央航空公司兩家公司的總經理劉敬宜及陳卓林在1949年11月9日早上，指揮12架飛機（1架CV-240、3架C-46與8架C-47等）從香港啟德機場起飛前往中國共產黨控制的大陸地區，其中一架飛抵北京，其它飛機飛抵天津。兩航在香港及海外的辦事處2000餘員工亦發表聲明投共，並陸續回到中國大陸復員。後合計80架飛機飛回大陸，其餘飛機被美國海軍航空母艦運回該國本土。